# Yomi

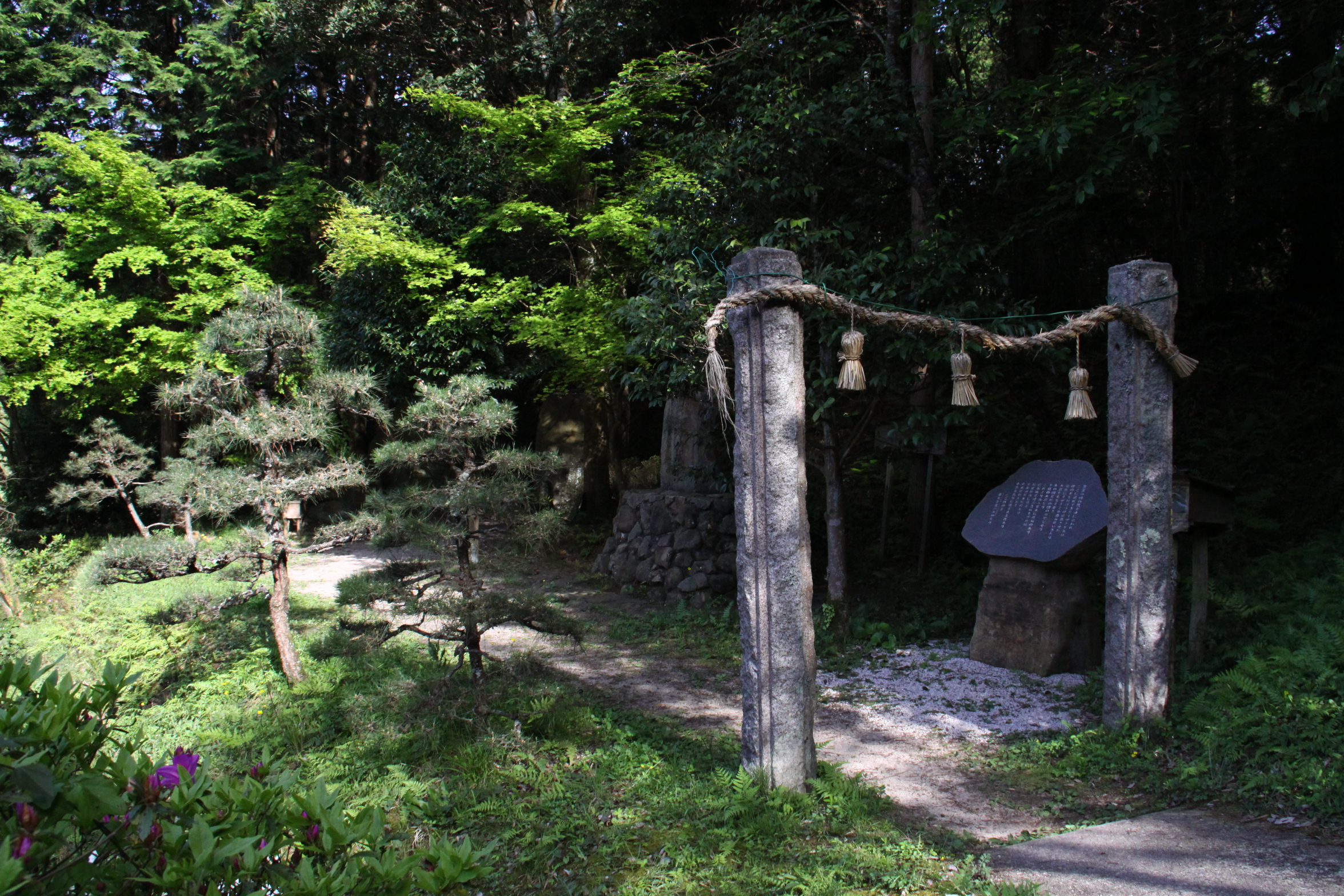
Yomo-tsu-hirasaka in Higashiizumo, Matsue, Präfektur Shimane

Yomi (jap. 黄泉) oder Yomi no kuni (黄泉(の)国) ist der Shintō-Begriff für die Unterwelt als Land der Toten.

## Beschreibung
Gemäß der im Kojiki beschriebenen Shinto-Mythologie ist Yomi der Ort, an dem die Toten wohnen und ewig verrotten. Wenn man einmal an der Feuerstelle von Yomi gegessen hat, kann man nie mehr ins Land der Lebenden zurückkehren. Yomi ist vergleichbar mit dem Hades oder der Hölle und ist allgemein bekannt als Izanamis Rückzugsort nach ihrem Tode. Ihr Gemahl Izanagi folgte ihr dorthin und bei seiner Rückkehr wusch er sich, wodurch die drei Kami Amaterasu, Susanoo und Tsukuyomi erschaffen wurden.
Dieses Reich der Toten soll einen geografisch fließenden Übergang zum Diesseits haben. Es ähnelt weder dem Paradies als einem Ort, zu dem man sich sehnt, noch entspricht es dem christlichen Konzept der Hölle, wo man Leiden für Verfehlungen während seiner Lebzeiten erhält, stattdessen führen alle Verstorbenen ein düsteres, schattiges Dasein in alle Ewigkeit unabhängig von ihrem Verhalten zu Lebzeiten. Viele Gelehrte glauben, dass das Bild von Yomi durch alte japanische Gräber beeinflusst wurde, wo die Leichname einige Zeit gelassen wurden, um zu zerfallen.
Die Kanji-Schriftzeichen, die üblicherweise zur Schreibung von Yomi (黄泉) benutzt werden, beziehen sich tatsächlich auf das mythologische Reich der Toten Chinas  (chin. 黄泉,  huángquán – „Gelbe Quellen“), im buddhistischen Kontext auch genannt Diyu (jap. Jigoku), das in chinesischen Texten im 8. vorchristlichen Jahrhundert auftaucht. Dieses dunkle und kaum definierte Reich glaubte man unter der Erde angesiedelt, aber erst mit der Han-Dynastie hatten die Chinesen eine klar ausformulierte Auffassung von einer Unterwelt in Kontrast zum himmlischen Königreich droben. Die Schriftzeichen für Yomi sind demnach Jukujikun, d. h. nachträglich nach ähnlicher Bedeutung ausgesucht und werden ausschließlich in dieser Kombination als Yomi gelesen. Yomi selbst ist ein altjapanisches Wort unklarer Bedeutung.
Hinsichtlich der japanischen Mythologie wird Yomi von Kommentatoren gemeinhin als unter der Erde liegend angenommen und ist Teil eines Dreiergespanns von Orten, die im Kojiki diskutiert werden:
1. Takamahara bzw. Takama-ga-hara, die „Gefilde des Hohen Himmels“,
2. Ashihara-no-naka-tsu-kuni (葦原中国), das „Mittelland des Schilfgefildes“, d. h. die Welt des Irdischen, und
3. Yomo-tsu-kuni oder Yomi-no-kuni, die Unterwelt.

Yomi wurde oft auch mit dem Shintō-Reich Ne-no-kuni (根の国, „Wurzelland“) assoziiert, auch bekannt als Ne-no-katasu-kuni (根之堅州國).
Yomi wird beherrscht von Izanami, auch als „Große Kami von Yomi“ (黄泉大神, Yomo-tsu-ōkami) bezeichnet. Dem Kojiki zufolge befindet sich der Eingang nach Yomi in der Provinz Izumo und wurde von Izanagi nach seiner Flucht aus Yomi versiegelt, indem er den Eingang dauerhaft mit einem massiven Felsblock (道反大神, Chigaeshi no ōkami, dt. „großer Kami des Umkehrwegs“ oder 黄泉戸大神, Yomido no ōkami, „großer Kami des Eingangs nach Yomi“) verschloss am Fuße des „Abhangs nach Yomi“ (黄泉平坂 oder 黄泉比良坂, Yomo-tsu-hirasaka). Bei seiner Rückkehr nach Ashihara-no-naka-tsu-kuni, äußerte Izanagi, dass Yomi „verderbtes Land“ (kegareki kuni) ist. Diese Meinung reflektiert die traditionelle Shintō-Verknüpfung zwischen Tod und Verschmutzung. Später übernahm Susanoo diese Position.

## Christliche Verwendungen
In der japanischen Bibel-Übersetzung wird 黄泉 verwendet, um sich auf die Hölle zu beziehen. So in Offenbarung 6,8 :

「そこで見ていると、見よ、青白い馬が出てきた。そして、それに乗っている者の名は「死」と言い、それに黄泉が従っていた」

„Und ich sah, und siehe, ein fahles Pferd. Und der darauf saß, dessen Name war: Der Tod, und die Hölle folgte ihm nach.“